# Al sol que más calienta
Al sol que más calienta es el segundo álbum de estudio del dúo mexicano Sentidos Opuestos. Fue lanzado al mercado en 1994.

## Lista de canciones
1. "Cuando la pobreza..." – 3:15
2. "Obsesión" – 4:07
3. "No tengo amor para ti" – 3:42
4. "Te voy a volver loco" – 3:42
5. "Quisiera estar contigo" – 2:56
6. "Hecho para mí" – 3:31
7. "Bajamar" – 4:41
8. "Vuelve" – 4:08
9. "El hombre que quiero" – 3:15
10. "Hey, tú" – 3:35
11. "Duele pensar en ti" – 3:29
12. "Ding dong" – 4:20

## Informaciones sobre el álbum
Este CD salió en cuatro versiones:
1. "Al Sol Que Más Calienta" (CD).
2. "Al Sol Que Más Calienta" (CD + DVD).
3. "Historias de Amor, Lo Mejor de Sentidos Opuestos". Incluidos temas de Al Sol Que Más Calienta.
4. "DigiPack". Sentidos Opuestos, Al Sol Que Más Calienta, Viviendo del futuro, Viento a Favor y Movimiento perpetuo, Todos en su Última Edición (CD + DVD).